# صخرة المرأة الحامل

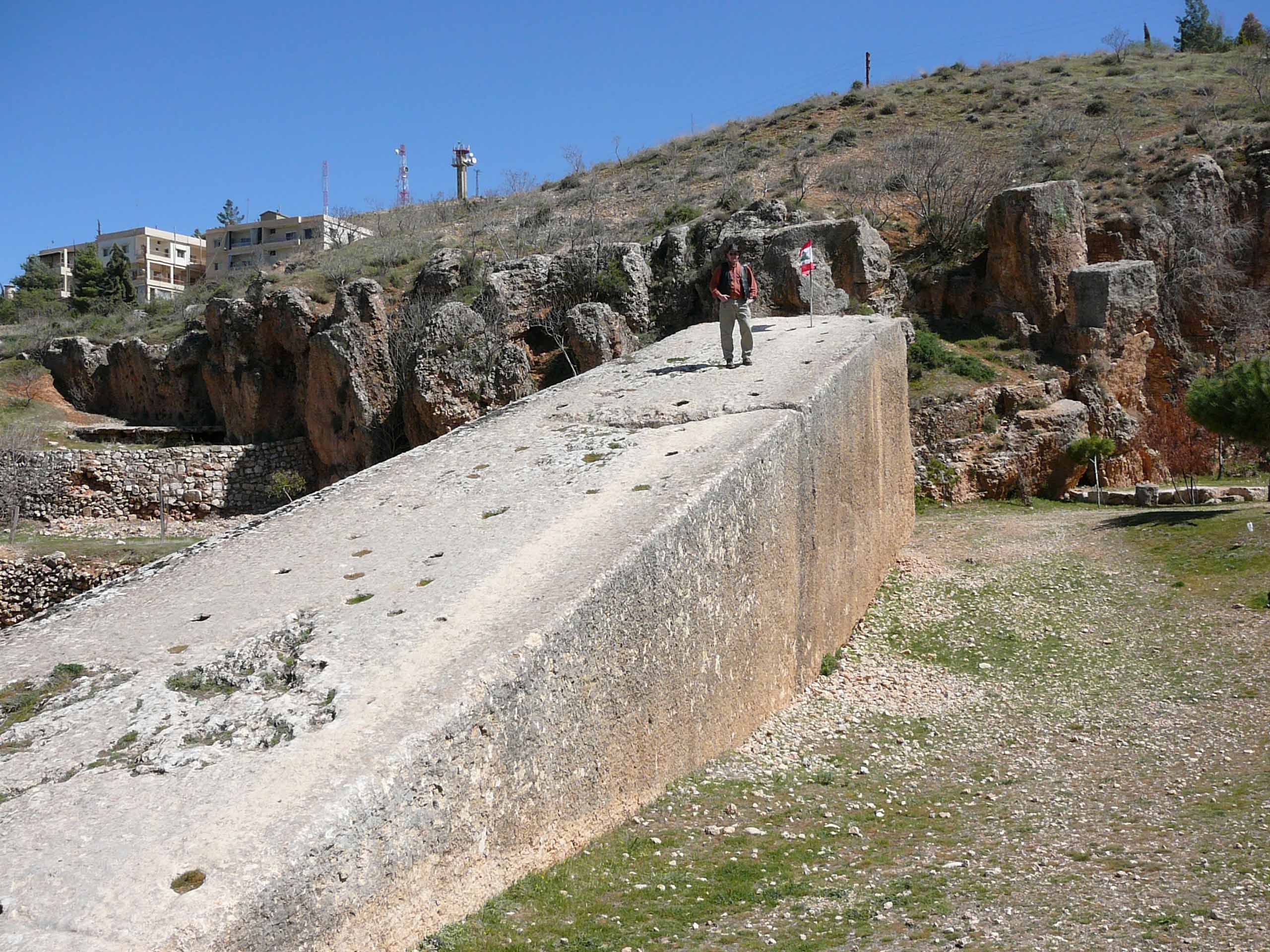
صخرة المرأة الحامل.

صخرة المرأة الحامل وتُسمى أيضاً بـ صخرة الجنوب، هو مونوليث روماني يتواجد في بعلبك في لبنان. وهي صخرة ضخمة تمَّ قطعها قبل ألفي عام، وتُعتبر من بقايا معبد روماني كان في أراضي لبنان حالياً. يبلغ طولها أكثر من 21 مترا
```
وتزن أكثر من 1000 طن، وهي جزء من أحجار بعلبك المكونة من ستة أحجار عملاقة.
```

## التسمية
هُناك قصص متعددة وراء الاسم. تقول إحدى الروايات أن المونوليث تم تسميته على اسم امرأة حامل خدعت أهل بعلبك اعتقدوا أنها تعرف كيف تحرك الحجر العملاق إذا كانوا فقط يطعمونها حتى تنجب. يقول آخرون أن الاسم يأتي من الأساطير التي كلف بها الجن الحوامل بمهمة قص الحجر وتحريكه، بينما قال آخرون إن الاسم يعكس الاعتقاد بأن المرأة التي تلمس الحجر تزيد احتمالية إنجابها.

## أحجار بعلبك
أحجار بعلبك هي صخور رومانية مكونة من ست كتل حجرية ضخمة موجودة في بعلبك (هليوبوليس القديمة)، بلبنان، وتتميز بأحجامها العملاقة التي لا مثيل لها في العصور القديمة.
الأحجار الثلاثة الأصغر هي جزء من جدار منصة المجمع الروماني لمعبد جوبيتر بعل (هليوبوليتان زيوس) في تل بعلبك والمعروفة باسم التريليثون. والذي تقدر أوزانها بحوالي 750–800 طن متري (830–880 طن صغير).
اما الثلاثة الأحجار الآخرى: فهي عبارة عن أحجار رومانية متراصة، وليست جزءًا من المبنى، وتُعرف تقليديًا: حجر المرأة الحامل (يقدر بـ 1000 طن)، وحجر الجنوب (يقدر بـ 1242 طنًا)، والحجر المنسي (يقدر بـ 1650 طنًا). وهي بترتيب عكسي، أول وثالث وخامس أكبر أحجار معروفة تم استخراجها في تاريخ البشرية. ويُعتقد أنها كانت مخصصة لبناء مجمع جوبيتر بعل القريب، ولكن، ربما بسبب احجامها الضخمة، لم تتم إزالتها من مكانها. ولم تستخدام منذ استخراجها في العصور القديمة.
زارت الموقع العديد من البعثات الأثرية، بدءًا من القرن التاسع عشر، وخاصة البعثات الألمانية والفرنسية، واستمرت الأبحاث حتى القرن الحادي والعشرين.

## حجر المرأة الحامل

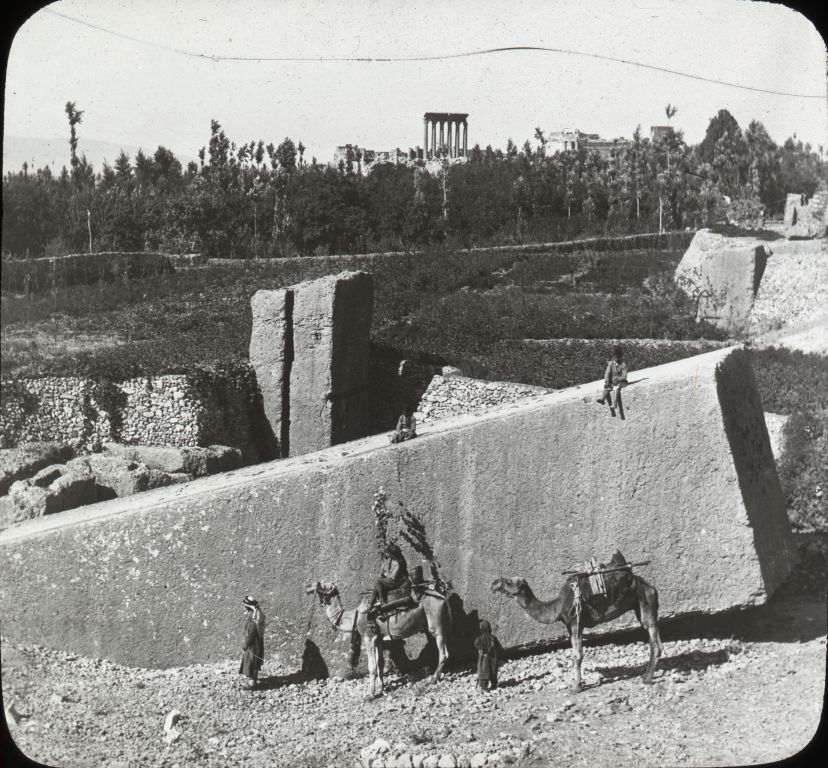
حجر المرأة الحامل على شريحة فانوس من أوائل القرن العشرين.

حجر المرأة الحامل (بالعربية: حجر الحبلي)، وتسمى أيضًا المنوليث الأول، ولا تزال تقع في المحجر القديم على مسافة 900 متر م من مجمع معابد مصر الجديدة. على الرغم من أنها أصغر الأحجار المتراصة الثلاثة، إلا أنها الأكثر شهرة نظرًا لحالتها الجيدة، والزاوية التي تقع عليها، بحيث ما زالت بارزة ولم تدفن بالكامل تحت الأرض.
في عام 1996، أجرى فريق جيوديسي من مدينة لينز النمساوية قياسات طبوغرافية في الموقع بهدف تحديد الأبعاد الدقيقة للحجر وإمكانية استخدامهما في بناء معبد جوبيتر. ووفقا لحساباتهم، فإن الكتلة تزن 1000.12 ر، مما يؤكد عمليا التقديرات القديمة مثل تقدير جان بيير آدم.

### أبعاد الكتلة الحجرية المستطيلة هي:
- الطول 20.31–20.76 م[11]
- عرض 4 م عند القاعدة[11]
- عرض 4.14-5.29 م في الأعلى[11]
- ارتفاع 4.21–4.32 م[11]
- تقدر كثافته بـ 2.6-2.8 جم /سم 3

## حجر الجنوب

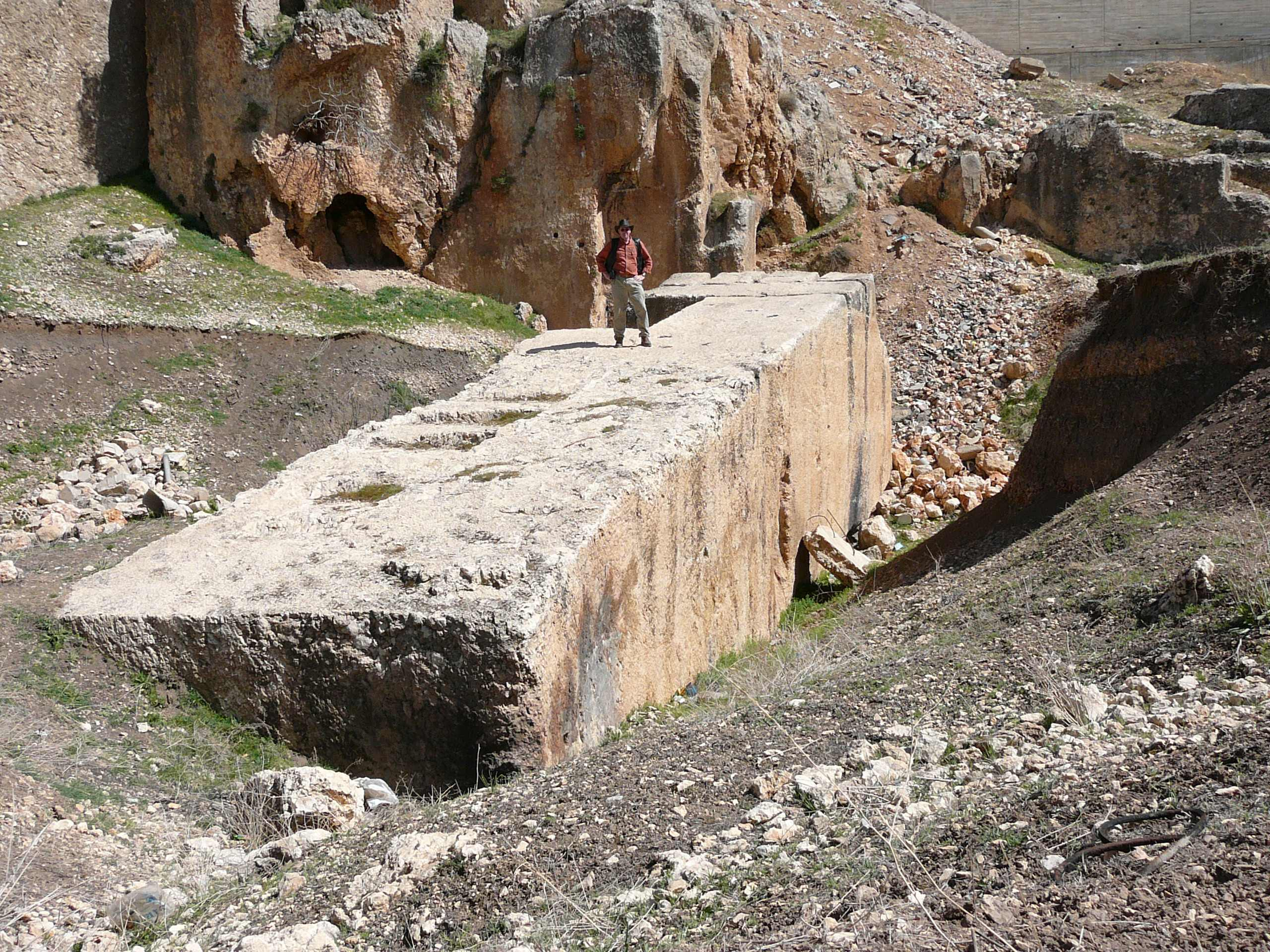
حجر الجنوب اكتشف في بعلبك في التسعينات ويبلغ وزنه 1242 طناً.

حجر الجنوب ((بالعربية: حجر القبلي))، ويسمى أيضا المونوليث الثاني، تم اكتشافه في نفس المحجر في عام 1990. ويقدر وزنه بـ 1242 طنا، وهو يفوق حجم حجر المرأة الحامل. (هناك بعض الالتباس حول التسمية، بسبب نسيان موقعها، وبالتالي فإن بعض المصادر تحدد "حجر الجنوب" كاسم بديل لحجر المرأة الحامل.)

### أبعاد الكتلة الحجرية
- طول 19.5–20.5 م
- عرض 4.34–4.56 م
- ارتفاع 4.5 متر
- تقدر كثافته بـ 2.6-2.8 جم/سم 3

## الحجر المنسي

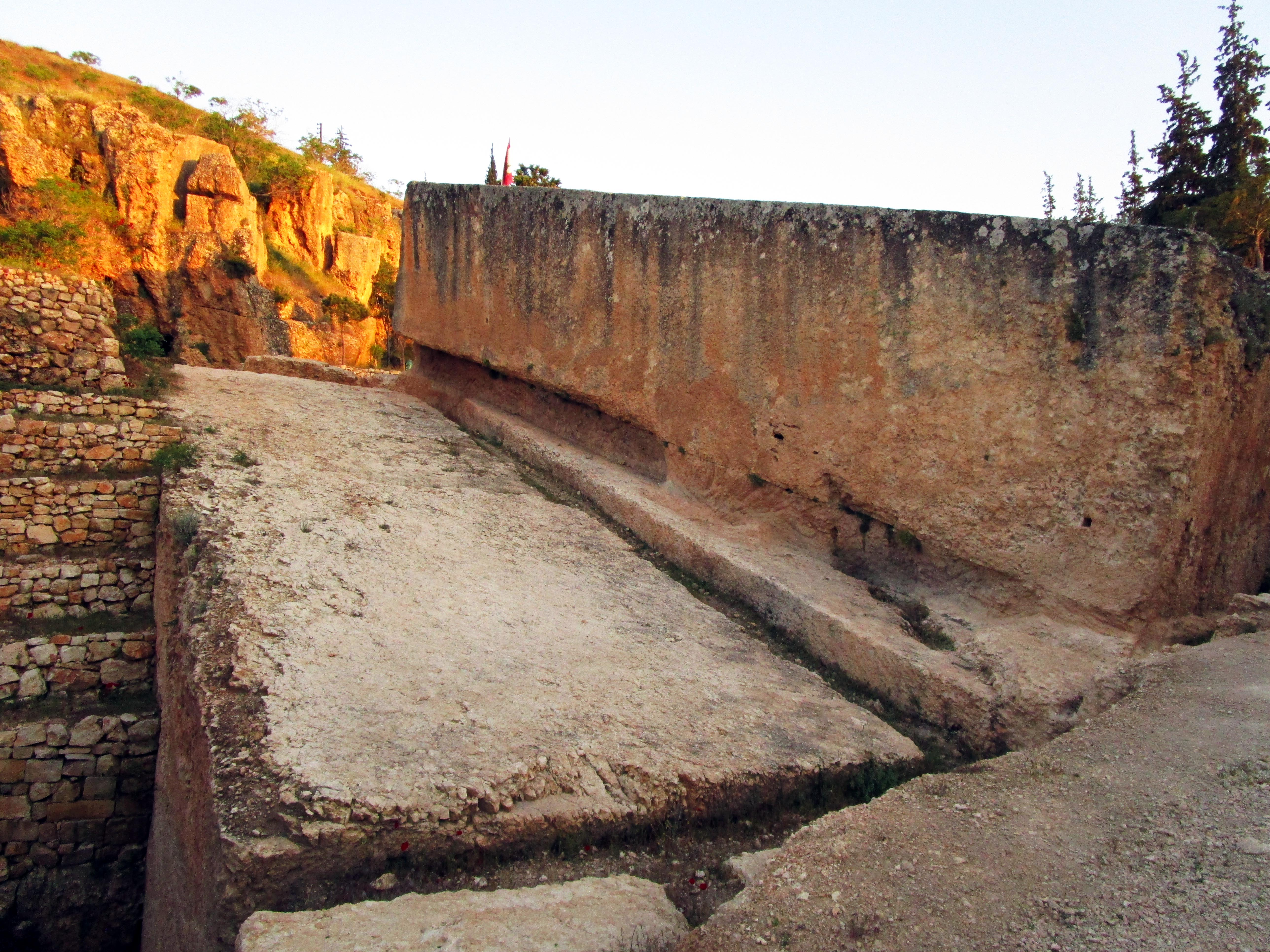
المنوليث الثالث في موقعه في مقلع بعلبك، على اليسار بجانب حجر المرأة الحامل

الحجر المنسي، ويُطلق عليه أيضًا اسم المونوليث الثالث، تم اكتشافة في نفس المحجر في عام 2014 من قبل علماء الآثار من المعهد الأثري الألماني. ويقدر وزنه بحوالي 1650 طنًا، مما يجعله أكبر حجر تم استخراجه على الإطلاق.

### أبعاد الكتلة الحجرية
- بطول 19.6 م
- عرض 6 م
- ارتفاع لا يقل عن 5.5 متر (لا يزال مدفونًا جزئيًا)

## تريليثون

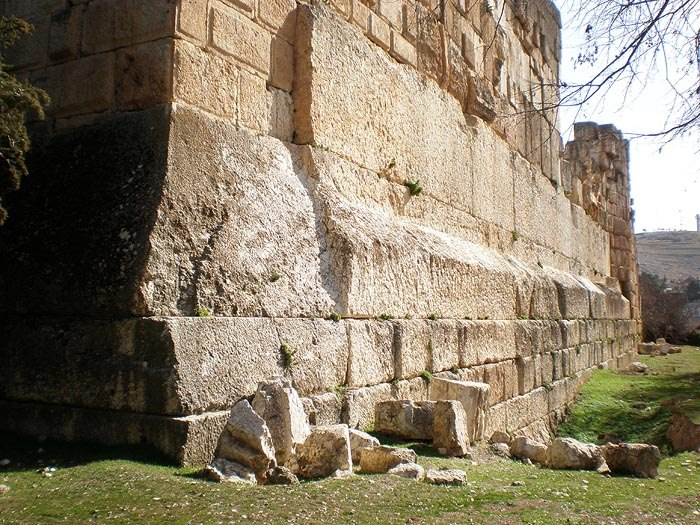
الكتل المعروفة باسم التريليثون (الجزء العلوي من أكبر طبقتين من الحجر في الصورة) في معبد جوبيتر بعل

التريليثون ((باليونانية: Τρίλιθον)‏، وتسمى أيضًا: الحجارة الثلاثة، وهي عبارة عن ثلاثة أحجار عملاقة مستلقية أفقيًا، والتي تشكل جزءًا من منصة معبد جوبيتر بعل في بعلبك. يقع موقع المباني الصخرية على قمة تلة في المنطقة المعروفة بتل بعلبك. ويبلغ طول كل حجر منها 19 متراً، وارتفاعه 4.2 متراً، وسمكه 3.6 متراً، ويزن حوالي 750-800 طن. وتتميز بالطبقة الحجرية الداعمة الموجودة أسفلها بعدد من الحجارة التي يقدر وزنها بـ 350 طناً وعرضها 11 متراً.
على الرغم من أنها لا تمثل التريليثون بالمعنى الأثري الحديث، إلا أنها عُرفت باسم التريليثون منذ العصر البيزنطي المبكر على أبعد تقدير.

## أنظر أيضا
- الحجر الغربي
- قائمة السجلات المعمارية القديمة

### فهرس
- Adam, Jean-Pierre (1977), "À propos du trilithon de Baalbek: Le transport et la mise en oeuvre des mégalithes", Syria (بالفرنسية), vol. 54, pp. 31–63, DOI:10.3406/syria.1977.6623, Archived from the original on 2023-02-23
- Ruprechtsberger, Erwin M. (1999), "Vom Steinbruch zum Jupitertempel von Heliopolis/Baalbek (Libanon)" [From the quarry to the Jupiter temple of Heliopolis/Baalbek (Lebanon)], Linzer Archäologische Forschungen (بالألمانية), vol. 30, pp. 7–56
- Massih، Jeanine Abdul (2015). "The Megalithic Quarry of Baalbek: Sector III the Megaliths of Ḥajjar al-Ḥibla". Journal of Eastern Mediterranean Archaeology & Heritage Studies. Penn State University Press. ج. 3 ع. 4: 313–329. DOI:10.5325/jeasmedarcherstu.3.4.0313. JSTOR:10.5325/jeasmedarcherstu.3.4.0313.